# 時をかける少女
『時をかける少女』（ときをかけるしょうじょ）は、筒井康隆のSF小説。学習研究社の学年誌『中学三年コース』1965年11月号から『高1コース』1966年５月号に連載（全７回）、鶴書房盛光社「ジュニアSF」シリーズ第5巻として1967年3月に刊行された。ラベンダーの香りを嗅いだことで時を自在に超える能力を身につけた中学3年生の少女が、その能力を通じて重ねていくさまざまな思いや経験を、サスペンス要素や青春、ラブロマンスを交えて描く。略称は「時かけ」（ときかけ）。
1972年に『タイムトラベラー』としてテレビドラマ化されて以降、1983年公開の大林宣彦監督による実写映画、2006年公開の細田守監督によるアニメ映画など9回にわたって映像化されているほか、漫画、絵本、ドラマCD、舞台などさまざまな形に翻案されているメディアミックス作品である。

## 概要
時間を跳躍する不思議な能力を持つことになった少女が、未来から来た青年との出逢いなど、さまざまな経験を重ねていく物語。タイムトラベルもののSFに青春、恋愛、学園ものなどの要素を織り交ぜた、筒井の作品では珍しい、正統派少年少女向け小説である。
発表から約50年たった現在でも広く親しまれており、1972年のテレビドラマ『タイムトラベラー』を始めとして何度も映像化され、清純派若手女優の登竜門的な作品にもなっている。息の長いコンテンツゆえに「どの『時をかける少女』が原点か」というような世代間の認識のギャップが2重3重に生じている。
繰り返し映像化されていることから、筒井はしばしば本作品を「金を稼いでくれる孝行娘」「よく働く『銭をかせぐ少女』」などと表現している。

## ストーリー
ある日、中学3年生の少女・芳山和子は、同級生の深町一夫や浅倉吾朗と一緒に理科室の掃除を行っていた時に、実験室でラベンダーの香りを嗅いで意識を失う。その3日後、和子の周囲にはいくつかの事件が起こる。深夜に起こった地震により、吾朗の隣の家が火事になる。そして、その翌日に吾朗と共に交通事故に巻き込まれそうになった瞬間、和子は前日の朝に時間を遡行する。
もう1度同じ1日を繰り返した和子は、一夫と吾朗にこの奇妙な体験を打ち明ける。最初は信じなかった2人も、和子が地震と火事を予言したことで、和子の話を受け入れる。3人の話を聞いた理科の担任である福島先生は、和子の能力はテレポーテーションとタイム・リープと呼ばれるものであることを説明し、事件の真相を知るためには、4日前の理科室に戻らなければならないことを指摘する。
やがて自分の意思でタイム・リープを行えるようになった和子は、4日前の理科実験室で『正体不明の訪問者』を待ち受ける。そこへ訪れたのは、深町一夫であった。一夫は自分が西暦2660年の未来で暮らしていた未来人であると語り、未来では採取できなくなったラベンダーを得るために、この時代にやってきたのだと説明する。
さらに、和子や周囲の人間が持っている一夫の記憶は「催眠術によるもの」であり、実際に和子が一夫と過ごした時間は、1か月程度であることも打ち明ける。しかし、その1か月の間に一夫は和子に好意を抱くようになっていた。タイム・リープのための薬品を完成させた一夫は再び未来へ帰還するが、その直前に「和子の前にいつか再び別の人間として現れて再会する」ことを約束する。
タイム・リープの秘密を守るために、和子や他の人々から一夫の記憶は消されてしまうが、和子は心の底に残る「いつか再び自分の前に現れると約束した誰か」を待ち続けるのだった。

## 登場人物
芳山和子
本作品の主人公で、中学3年生。吾朗からは「やさしくてかわいいけど、少し母性愛過多なんじゃないか?」と評されている。家族として「母」と「妹」の言及はあるが、父の存在は明示されていない。
浅倉吾朗
和子の同級生で「ずんぐりむっくり」と形容される体型の持ち主。「努力家で、どちらかといえば直情径行型」とされ、和子によると「たいへん気が弱くて、しかもそそっかし屋」。実家は荒物店を営んでいる。隣家が銭湯で、そこで地震の時に小火が起きた。タイムリープを経験した和子から小火の「予言」を聞いたときには顔を真っ赤にして怒る「かんしゃくもち」と表現されている。
深町一夫（ケン・ソゴル）
和子の同級生。体躯は「背が高くやせ型」と形容されている。「夢想家型」で「なにを考えているかわからない、きみ悪さが感じられるときもある」が、和子によると「ぼんやりしているようだが、本当は落ち着いていて頭がいい」人物。実は2660年の科学者で実年齢は11歳。本名はケン・ソゴル。身体移動と時間跳躍の薬を作ってこの時代に来たが、未来に帰るためには薬の効力が不足していたため、薬に必要なラベンダーを栽培していた深町家の子として住みついていた。
神谷真理子
和子の同級生で、教室では和子の隣の席が多い。和子が一夫や吾朗と親交のあることに軽い嫉妬を抱き、（事故を回避するため）吾朗を待っていると話した和子に「深町さんのほうが好きなんだと思っていたわ」と返答した。
福島先生
理科の教員で、和子たちの担任。喫煙者。
小松先生
数学の教員で眼鏡をかけ、「でっぷりとふとった」と形容されている。

## 書誌情報
- 時をかける少女（1967年3月20日、鶴書房盛光社「ジュニアSF」シリーズ 第5巻）[注 1]
- 時をかける少女（1972年、鶴書房 SFベストセラーズ） - 「悪夢の真相」「果しなき多元宇宙」を併録
- 時をかける少女（1976年2月18日、角川文庫、ISBN 978-4-04-130510-2）
- 筒井康隆全集 4 時をかける少女 緑魔の町（1983年7月25日、新潮社、ISBN 978-4-10-644404-3）
- 時をかける少女（1997年4月15日、ハルキ文庫、ISBN 978-4-89456-306-3）
- 時をかける少女 〈新装版〉（2006年5月25日、角川文庫、ISBN 978-4-04-130521-8） - 「悪夢の真相」「果てしなき多元宇宙」を併録
- 時をかける少女（2009年3月3日、角川つばさ文庫、ISBN 978-4-04-631007-1） - 「時の女神」「姉弟」「きつね」を併録

## 翻訳

### フランス語
- La traversée du temps（1991年、L'Ecole des Loisirs、訳：Jean-Christian Bouvier）

### 中国語
- 穿越时空的少女（2007年、上海译文出版社、訳：丁丁虫）

### 英語
- The Girl Who Leapt Through Time（2012年、Alma Books、訳：David Karashima）

## 年譜
- 1965年、『中学三年コース』（学習研究社）の1965年11月号にて連載開始、「高1コース」（学習研究社）1966年５月号まで掲載。（全７回）。当時の挿画（イラスト）は石井治による。
- 1967年3月、鶴書房盛光社から福島正実の編集による「ジュニアSF」シリーズ全10巻の第5巻として刊行[1]。
- 1972年、鶴書房のSFベストセラーズとして刊行。挿絵は谷俊彦。
- 1972年1月、 NHK総合テレビ「少年ドラマシリーズ」で『タイム・トラベラー』と題しテレビドラマ化。
- 1972年11月、NHK総合テレビ「少年ドラマシリーズ」で石山透脚本による続編『続 タイムトラベラー』を放映、同年『続・時をかける少女』と題し石山著で鶴書房「SFベストセラーズ」からノヴェライズ。
- 1976年2月、角川文庫版が刊行（ISBN 4041305101）のち改版。挿絵は谷俊彦により鶴書房盛光社版とは異なるものを書き下ろした。
- 1983年7月、大林宣彦監督、原田知世主演により「時をかける少女 (1983年の映画)」実写映画化。
- 1983年7月、新潮社『筒井康隆全集 4 時をかける少女 緑魔の町』に収録（ISBN 4-10-644404-6）。
- 1985年11月、フジテレビ系「月曜ドラマランド」で南野陽子主演によりテレビドラマ化。
- 1990年、学習研究社「サウンド文学館 パルナス」で岡坂あすか主演によりドラマCD化。
- 1991年、フランス・L'Ecole des LoisirsからJean-Christian Bouvier訳により『La traversée du temps』と題しフランス語版が刊行。
- 1994年2月、フジテレビ系「ボクたちのドラマシリーズ」で内田有紀主演によりテレビドラマ化。
- 1997年4月、ハルキ文庫（角川春樹事務所）から刊行（ISBN 4894563061）。
- 1997年11月、角川春樹監督、中本奈奈主演により実写映画化。
- 2002年1月、TBS系『モーニング娘。新春! LOVEストーリーズ』で第3話として安倍なつみ主演によりテレビドラマ化。
- 2004年、角川書店『月刊少年エース増刊「エース特濃」』でツガノガク作画により漫画化。
- 2006年5月、角川書店から新装文庫版が刊行（ISBN 4041305217）。挿画はこの年公開されたアニメ版のキャラクターデザインを担当した貞本義行が担当。
- 2006年7月、細田守監督により「時をかける少女 (2006年の映画)」アニメ映画化。
- 2006年、角川書店『月刊少年エース』で琴音らんまる作画により『時をかける少女 -TOKIKAKE-』と題しアニメ映画を漫画化。
- 2007年、中国・上海译文出版社から丁丁虫訳により『穿越时空的少女』と題し中国語版が刊行。
- 2009年3月、角川書店から角川つばさ文庫版で刊行（ISBN 4046310073）。カバー絵はいとうのいぢ、本文絵は清原紘が担当。
- 2010年3月、谷口正晃監督、仲里依紗主演により「時をかける少女 (2010年の映画)」実写映画化。
- 2010年、角川書店『ヤングエース』で橋口みのる作画により『時をかける少女 after』と題し2010年の実写映画を漫画化。
- 2012年、イギリス・Alma BooksからDavid Karashima訳により『The Girl Who Leapt Through Time』と題し英語版が刊行。
- 2013年、盛光社「ジュニアSF」シリーズが日本SF作家クラブの50周年記念プロジェクトとして復刊[1]。
- 2015年7月、角川アニメ絵本でワダヒトミ文によりアニメ映画を絵本化。
- 2015年7月、演劇集団キャラメルボックスにより「キャラメルボックス30th vol.3」として舞台化。
- 2016年7月、日本テレビ系「土曜ドラマ」で黒島結菜主演によりテレビドラマ化。

## 派生作品
映像作品に関しては、2006年の時点で1970年代・1980年代・1990年代・2000年代の各年代で1度か2度は作られており、下記の通り2010年代にも2度制作されている。特に1983年の大林宣彦によるものが代表作とされる。

### 小説
1983年 『シナリオ・時をかける少女』
筒井による短編小説。1983年の映画のパロディであり、同年に書かれた。映画を演じる役者の作る虚構の世界と、現実に学校社会で起こる生徒の問題を絡ませ、役者たちの虚構の世界が現実世界に飲み込まれていく様を描く。
2025年 『時をかける少女　A Novel based on the Animated Film』
時をかける少女 (2006年の映画)の小説化。

### 実写映画
1983年 『時をかける少女』

1983年7月16日公開。
（〈旧〉角川春樹事務所） 主演：原田知世、監督：大林宣彦
原田知世主演による大ヒット映画。大林監督の代表作「尾道三部作」の一つと数えられる。
主題歌「時をかける少女」（作詞・作曲：松任谷由実）も原田が歌った。
公開時のキャッチコピーは「愛の予感のジュブナイル」であった。
出演：尾美としのり、岸部一徳、根岸季衣、高林陽一、上原謙、入江たか子、高柳良一、岡寛恵

1997年 『時をかける少女』
1997年11月8日公開。
（〈新〉角川春樹事務所） 主演：中本奈奈、監督：角川春樹
大林版をプロデュースした元角川書店社長の角川春樹が自ら監督として制作。制作に角川書店は一切関わっておらず、大々的な宣伝を打つことも無く公開されたため、知名度が低い。話の年代は大林版の前日譚になるよう、東京オリンピック終了後の昭和40年に設定されている。撮影日数は僅か12日間で、メインのロケセットは荻窪にある角川春樹の実家が使用され、岐阜県飛騨市古川町の三寺参りと、長野県松本市の弘法山古墳、長野県松本深志高等学校でロケ撮影が行われた。
原田知世がナレーションを担当している。撮影監督の仙元誠三と角川がカメラテストを繰り返した結果、奥行きのある白黒作品となったが、白黒フィルムはCMくらいしか需要がなく、値段もカラーフィルムの5割増しで、集めるのが大変だったという。
ラストの再会場面は、古川町内に照明を仕込み、役者同士の芝居に併せて1つずつ、3段階ほどに分けて消していく手法が採られた。
原作版にも大林版にも登場しないエミリー・ディキンソンの『愛と孤独と』という詩が、物語全体の暗喩となって重要な役割を果たしている。脚本を担当した伊藤亮二と桂千穂が選定し、以前に同女史の作品が収められた詩集が角川書店から出たことがあるため、角川も賛同した。また、打ち合わせでそれを知った松任谷由実も、主題歌の歌詞に反映させている。
主題歌「時のカンツォーネ」は、大林版の主題歌「時をかける少女」と同じ歌詞に、松任谷由実が新たにメロディをつけて自ら歌った曲である。
丸の内シャンゼリゼなど、全国7館のみの限定公開だったが、公開前にバンダイビジュアルへビデオ化権が3000万円で、角川自身が歩き捌いた前売り券が4万枚（6000万円）売れたため、製作資金は回収されている。

キャスト
- 芳山和子：中本奈奈
- 深町一夫：中村俊介
- 神谷真理子：浜谷真理子
- 遠藤梢：山村五美
- 浅倉吾郎：早見城
- 福島先生：野村宏伸
- 大原先生：早見優
- 星先生：榎木孝明
- 芳山有紀子：倍賞美津子
- 芳山治男：伊武雅刀
- 芳山ミチエ：久我美子
- 骨董屋主人：渡瀬恒彦（特別出演）

スタッフ
- 製作・監督：角川春樹
- 原作：筒井康隆（ハルキ文庫刊）
- 主題歌：松任谷由実「夢の中で〜We are not alone, forever」「時のカンツォーネ」
- 音楽：松任谷正隆、熊谷幸子
- プロデューサー：黒澤満、青木勝彦
- 脚本：伊藤亮二、桂千穂、角川春樹
- 撮影：仙元誠三
- 照明：渡辺三雄
- 美術：今村力、福澤勝弘
- 録音：林大輔
- 編集：神谷信武
- ナレーション：原田知世
- 配給：「時をかける少女」上映委員会

2010年 『時をかける少女』

2010年3月13日公開。
製作：映画「時をかける少女」製作委員会、監督：谷口正晃
主人公は芳山和子の娘という設定で、アニメ版の主人公の声を務めた仲里依紗が演じる。角川映画（旧角川春樹事務所）および角川春樹事務所は関与していない。
出演：仲里依紗、中尾明慶、安田成美、勝村政信、石丸幹二、青木崇高

### アニメ映画
2006年 『時をかける少女』

2006年7月15日公開。
製作：「時をかける少女」製作委員会、配給：角川ヘラルド映画、監督：細田守
大林版実写映画の約20年後、2006年を舞台とした新たな物語。主人公の紺野真琴は、芳山和子の姪の設定である。
原作者の筒井も本作品を、「本当の意味での二代目」とコメントしている。
声の出演：仲里依紗、石田卓也、板倉光隆、原沙知絵、谷村美月、垣内彩未、関戸優希

### テレビドラマ
- 1972年 『タイムトラベラー』『続 タイムトラベラー』（NHK少年ドラマシリーズ） 主演：島田淳子
NHKの少年少女向けテレビドラマ枠『少年ドラマシリーズ』の第一弾として、初映像化。
続編は筒井原作とクレジットされているが、実際は正編に続いて脚本を担当した石山透によるオリジナルストーリー。1978年、石山のノベライズが鶴書房盛光社刊。2011年、復刊ドットコムより再刊。
- 1985年 『時をかける少女』（フジテレビ単発ドラマ、「月曜ドラマランド」） 主演：南野陽子
表題は「南野陽子の時をかける少女」（同タイトルでビデオもリリースされた）。
- 1994年 『時をかける少女』（フジテレビ「ボクたちのドラマシリーズ」） 主演：内田有紀
原作者の筒井が住職役でレギュラー出演している。
チーフディレクターには『世にも奇妙な物語』シリーズなど多数を監督している落合正幸が起用された。
なおこの作品を以て、『ボクたちのドラマシリーズ』は事実上廃枠、またフジ土曜20:00のドラマ路線も事実上終了した。
- 2002年 『時をかける少女』（TBS単発オムニバス「モーニング娘。新春! LOVEストーリーズ」内の一篇） 主演：安倍なつみ
- 2016年 『時をかける少女』（日本テレビ　『土曜ドラマ』）主演：黒島結菜[30]
主人公の名前が「芳山和子」から「芳山未羽」に改められている。

### ドラマCD
- 1990年 『時をかける少女』 サウンド文学館・パルナス SFメルヘン（CD53分）、主演：岡坂あすか、演出：小笠原忍、企画・制作：学習研究社、製造：日本コロムビア株式会社、

### オーディオブック
- 2008年 『時をかける少女』ことのは出版 （CD3枚組・後にオーディオブック配信サービスからデータ配信化）、朗読：ゆかな
- 2015年 『～朗読少女～時をかける少女(1)～(4)』オトバンク（データ配信）、朗読：ささきのぞみ

### 舞台

#### キャラメルボックス版
演劇集団キャラメルボックスの30周年記念公演の第3弾として初舞台化され、2015年7月から8月に本作品を原作とした舞台を上演した。
成井豊の脚本、成井と真柴あずきの演出により、原作の設定や世界観を受け継ぐ「正統派続編」として、芳山和子の姪の女子高校生・マナツを主人公に原作から32年後の物語を描く。
上演日程
- 2015年7月28日 - 8月9日、サンシャイン劇場
- 8月20日 - 24日、サンケイホールブリーゼ

あらすじ
高校2年生の尾道マナツは伯母の芳山和子が下垂体腫瘍により入院・手術をするため、祖父・八郎の面倒を見るために札幌から上京する。和子の家に到着したところで、幼なじみの輝彦と再会。輝彦は和子が勤めている大学の教え子で、病気により視野が狭くなった和子の運転手や荷物持ちなど身の回りの世話をしていたのだ。

その翌日。和子に連れられて大学を見学しに来たマナツは研究室に行き、和子の同僚・世羅と江田島を紹介される。そこへ、山岳雑誌が沢山入った箱を持った輝彦もやって来た。雑誌は和子の友人・神石に頼まれてのけていたモノで、和子と神石は交際はしていないものの良い仲であると知る。その後マナツは輝彦に大学の案内をしてもらい、研究室への帰る前にお手洗いに行く際に輝彦と別れる。しかし道に迷い困っていると誰かが実験室に入るのを見かけ、道を聞こうとマナツも中へと入る。誰も見当たらず探していると卓上のフラスコが急に倒れ、白い煙が出てきた。それはラベンダーの香りのする煙だった。その煙を吸ったマナツは倒れてしまい、そのマナツを見つけた輝彦も煙を吸って倒れてしまう。

そのまた翌日。和子とマナツが研究室へ行くと、神石が訪れていた。神石が土産に買って来た酒を飲んで酔っ払った江田島は、勢い余ってマナツに酒をかけてしまう。世羅は持って居たハンカチをマナツに貸すが、そのハンカチからはラベンダーの香りがした。その後昨日のフラスコの中からは水しか検出されなかったと聞かされ、世羅に「のぼせて倒れたんじゃないか」と言われたマナツは逆上して研究室を飛び出し、世羅が煙を作った犯人ではないかとハンカチの成分を調べてもらおうと医学部へと向かう。その後を追って来た輝彦と言い争いをしていると大きな地震が発生し、マナツが倒れた場所の頭上からエアコンの室外機が落ちてきた。

その瞬間時間がまき戻り、マナツは地震が起きる1分前に戻っていた。

出演
- 尾道マナツ - 木村玲衣
- 竹原輝彦 - 池岡亮介（客演）
- 芳山和子 - 坂口理恵
- 神石雄三 - 近江谷太朗（客演）
- 世羅研二 - 大内厚雄
- 江田島明 - 鍛治本大樹
- 尾道洋一 - 三浦剛
- 尾道直美 - 前田綾
- 芳山八郎 - 左東広之
- 竹原幸夫 - 西川浩幸
- 竹原良子 - 岡田さつき
- 竹原三奈 - 金城あさみ
- 廿日市弘/深町清 - 毛塚陽介・関根翔太（クロスキャスト）

スタッフ
- 原作 - 筒井康隆『時をかける少女』（角川文庫刊）
- 脚本 - 成井豊
- 演出 - 成井豊＋真柴あずき
- 製作総指揮 - 加藤昌史
- プロデューサー - 仲村和生
- 企画協力 - KADOKAWA
- 企画・製作 - ネビュラプロジェクト

#### 『続・時をかける少女』
（オールナイトニッポン50周年記念公演）
NHKドラマ『タイムトラベラー』（1972年）の続編として放送された、石山透によるオリジナルストーリーの『続 タイムトラベラー』（1972年）を石山がノヴェライズした『続・時をかける少女』を2018年に舞台化。主演は上白石萌歌。
上演日程
- 2018年2月7日 - 14日、東京グローブ座 / 17日、森ノ宮ピロティホール / 20日、高知県立県民文化ホール

出演
- 芳山和子 - 上白石萌歌
- ケン・ソゴル - 戸塚純貴
- 浅倉吾郎 - 健太郎
- 和子が過去で出会うホステス - 新内眞衣（当時乃木坂46）
- 科学者 - 石田剛太、諏訪雅、土佐和成
- 捜索隊メンバー - 永野宗典、島田桃依、中山祐一朗
- 謎の人物 - バッファロー吾郎A
- 先生 - MEGUMI

スタッフ
- 脚本・演出 - 上田誠

### ミュージカル
これまでも映像化、アニメ映画、舞台化されてきたが初のミュージカルとなるのが今作。原作「時かけ」のストーリーをアレンジしながら、新曲17曲で彩ったミュージカルとなる。
上演日程
- 2023年10月6日 - 10日、日本橋劇場

出演者
- 芳山和音／イサキ - 田中梨瑚
- 深町一夫／ケン  - 蒼木陣
- 朝倉吾郎 - 小川優
- 神山真理子 - 天翔愛【特別出演】
- 時間局 レーン・カラム - 中島来弥（LokuRok）
- 時間局 ガレイ・ラン - 中村嘉惟人
- 時間局 カナタ・ザム - 佐藤聖也
- 時間局 ノーズ - 梅谷心愛
- 時間局 ハル・レガン - 石岡真衣
- 時間局 ジルダ・ノロウ - 中野亜美
- 森蘭丸 - 西井幸人
- 織田信長 - 多田直人（演劇集団キャラメルボックス）
- 福島正美 - カナタタケヒロ（LEGO BIG MORL）
- 芳山杏 - 武藤令子
- 芳山俊太郎 - 田中優樹
- アンサンブルキャスト - 淺井奏喜、安里太志、一ノ瀬円、上田千夏、植原ゆきな、及川ひかり、小野寺俊、小寺絢、肥沼佑紀、佐藤寧々、下瑞穂、山本吾郎

スタッフ
- 原作：筒井康隆『時をかける少女＜新装版＞』角川文庫
- 脚本：園田英樹
- 演出：田中優樹
- 音楽：外崎銀河
- 振付：暁矢薫
- 企画・製作：ユーキース・エンタテインメント

### 朗読劇
ちゅピCOM主催により、映画『時をかける少女』の撮影地となった広島県尾道市にて、『ちゅピCOM朗読劇 -耳で読む-『時をかける少女』in 尾道』のタイトルで小説の朗読劇化が行われた。
上演日程
- 2024年8月11日、しまなみ交流館

出演者
- Machico
- 増田俊樹
- 堀江瞬
- 花谷麻妃

### 漫画
- 1984年『タイムトラベラー』別冊アニメージュ『SF & FANTASYリュウ』（徳間書店）で連載。作画・早坂未紀。
ストーリーは、ドラマ『続 タイムトラベラー』の時代設定を1980年代に置き換えたものだが、3回の連載にまとめるため、一部のストーリーが割愛されている。未単行本化。
- 2004年　月刊少年エース増刊『エース特濃』（角川書店）で連載。作画・ツガノガク。
ストーリーは原作にほぼ忠実だが、時代設定は21世紀初頭に置き換えられている。
  1. 2004年4月30日初版 ISBN 4047136204
  2. 2004年6月30日初版 ISBN 4047136409
- 2006年　時をかける少女 -TOKIKAKE- 『月刊少年エース』で連載。作画・琴音らんまる
アニメ映画版の漫画化。
2006年7月初版 ISBN 4047138401
- 2009年　時をかける少女 after 『ヤングエース』で連載。作画・橋口みのる
2010年映画版の漫画化。
2010年3月4日初版 ISBN 4047154091

### 楽曲
- 1983年 「時をかける少女」（歌：原田知世、作詞・作曲：松任谷由実）
1983年版映画の主題歌。映画同様に大ヒットした。
- 1983年 「時をかける少女」（歌・作詞・作曲：松任谷由実）
上記の曲を松任谷由実がセルフカバーしたもの。アルバム『VOYAGER』に収録。
- 1987年 「時をかける少女」原田知世ベストアルバム『From T』（1987年11月28日発売）に収録
上記の曲を原田知世が別アレンジにて歌い直したもの。
- 1997年 「時のカンツォーネ」（歌・作詞・作曲：松任谷由実）
1997年版映画の主題歌。上記の曲と歌詞は同じだが、全く別の曲を当てたもの。アルバム『スユアの波』に収録。
- 2003年 「時をかける少女」（歌：清水愛、作詞・作曲：松任谷由実）
上記の曲のカバー。シングル「Angel Fish」に収録。
- 2007年 「時をかける少女」原田知世アルバム『music & me』（2007年11月28日発売）に収録
上記の曲を原田知世がさらに別アレンジにて歌い直したもの。
- 2009年 「時をかける少女」（歌：白石涼子・名塚佳織・野中藍・堀江由衣、作詞・作曲：松任谷由実）
上記の曲のカバー。シングル「乙女の順序」に収録。
- 2010年 「時をかける少女」（歌：いきものがかり、作詞・作曲：松任谷由実）
上記の曲のカバー。シングル「ノスタルジア」に収録。

## その他
- 登場人物「深町」「浅倉」「福島」「神谷」の姓は、SF関係者である、深町眞理子、浅倉久志、福島正実、小尾芙佐（旧姓・神谷）から取られた[42]。
- 映画版のパロディとして、ハウス食品がインスタントラーメン「303」のCMで「お湯をかける少女」編を制作した。主演は工藤夕貴。CMソングは「お湯を」の3音については原田の唄う「時を」と同じメロディにしてあり、本作品のパロディであることがすぐわかるようになっている。
- 南野陽子主演の『月曜ドラマランド』版の放送は1985年11月4日で、彼女の代表作となる『スケバン刑事II 少女鉄仮面伝説』第1話放送の3日前であった。
- 『月曜ドラマランド』版では、深町一夫役を中川翔子（1985年5月5日生まれ）の父、中川勝彦（1962年 - 1994年）が演じている。彼女は幼少のころより亡き父親の姿が見られるというので、幾度となくこの作品をビデオで観ているという。なお、一番著名な原田知世版は近年まで観る機会がなかったとのことである。
- バンダイ(当時の発売元。後のバンダイナムコゲームス)から1998年秋ごろにプレイステーション用ソフトとして発売される予定であったが、発売中止となっている（発売が見送られた理由については不明）。なおキャラクターデザインは桜野みねね、シナリオは山口宏、アニメーション制作はスタジオディーンで、川上とも子、草尾毅、松野太紀らの出演が予定されていた[43]。
- Matthew南（藤井隆）が司会を務める『Matthew's Best Hit TV+』（2001年 - 2006年）の深夜枠移動（2006年）のお知らせで、原田知世版の映画のラストシーンを使用した。マシューに時間移動を知らせるADの名前が「深町」と、マシューのこの映画へのオマージュが感じられる内容となった。
- 2006年に出された新装文庫版（小説）では、新たに江藤茂博が解説を寄せている。
- 2020年4月16日にテレビ朝日系で放送された刑事ドラマ『警視庁・捜査一課長2020』の第2話に事件の重要参考人として「深町和夫」が登場し、同じ事件に関わった女性・芦田雪子に電話で「未来で待ってろ」と伝え、事件解決後に芦田が深町に「未来で待ってる」と返すシーンがある。また、事件関係者の「芳山千昭」は「芳山和子」とアニメ版の「間宮千昭」からの命名、「藤谷友梨」はアニメ版の「藤谷果穂」と「早川友梨」からの命名と思われる。なお、この回から警察庁に出向していた平井真琴が警視庁捜査一課に復帰するが、これもアニメ版も主人公である「紺野真琴」に引っ掛けての演出だと思われる。